# Thônex
Thônex est une commune suisse du canton de Genève.

## Géographie
À une altitude comprise entre 390 et 431 mètres et s'étendant sur 384 ha, dans la région Arve-Lac au sud-est de Genève, Thônex est une des 45 communes genevoises.
Thônex mesure 3,84 km2. 71,5 % de cette superficie correspond à des surfaces d'habitat ou d'infrastructure, 22,7 % à des surfaces agricoles, 4,4 % à des surfaces boisées et 1,3 % à des surfaces improductives.
La commune comprend les localités de Fossard, Moillesulaz, Mon-Idée et Villette. Elle est limitrophe de Vandœuvres, Choulex, Puplinge, Veyrier, Chêne-Bougeries et Chêne-Bourg, ainsi que de la France.

### Lieux-dits

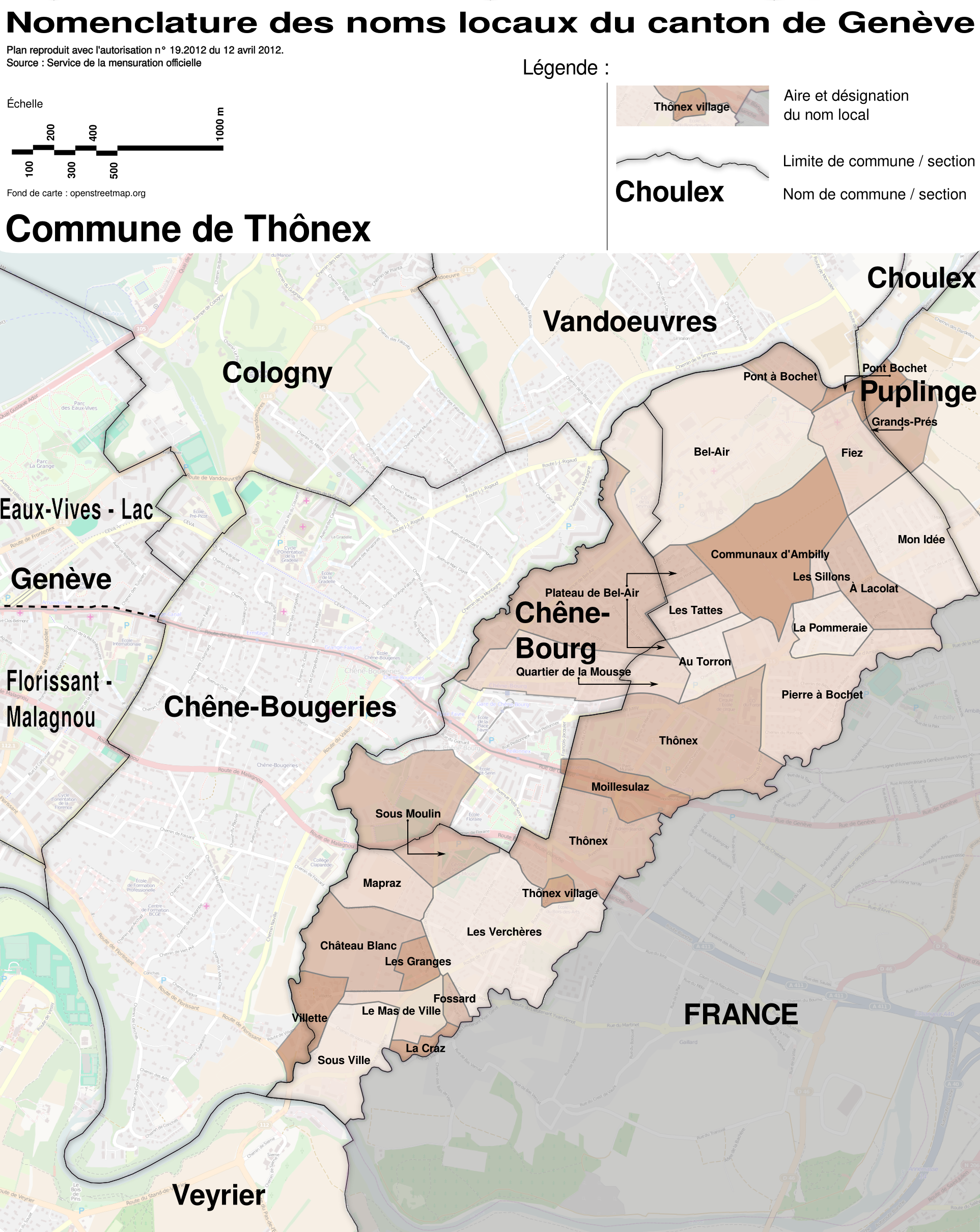
Les lieux-dits de la commune de Thônex.

La nomenclature des lieux-dits de la commune a été établie entre 1932 et 1953 lors de la création du plan d'ensemble du canton de Genève.

### Hydrographie
Thônex est délimitée par trois rivières :
- le Foron à l'est, fait frontière avec la France (communes haut-savoyardes d'Ambilly et de Gaillard) ;
- la Seymaz, à l'ouest, fait frontière avec Chêne-Bougeries et Vandœuvres ;
- l'Arve, au sud, fait la frontière avec Veyrier.

## Politique

### Administration
Le Conseil administratif est composé de 3 conseillers administratifs, dont l'un est nommé maire pour une année. Les trois conseillers se répartissent les dicastères pour la législature de 5 ans. L'exécutif de la commune, entré en fonction le 1er juin 2025, se compose de la façon suivante :
| Identité                        | Étiquette | Étiquette | Fonction (Période 2025-2026) | Dicastères                                                                                   |
| ------------------------------- | --------- | --------- | ---------------------------- | -------------------------------------------------------------------------------------------- |
| Bruno Primo Da Silva            |           | Le Centre | Maire                        | Cohésion sociale et jeunesse Culture et jumelage Sécurité Fondation en faveur de la jeunesse |
| Florian Wünsche                 |           | PLR       | Conseiller administratif     | Travaux et Bâtiments Urbanisme et mobilité Espaces publics Fondation pour le logement        |
| Monica Suarez de Puga Uehlinger |           | PLR       | Conseillère administrative   | Finances Sports Développement durable Promotion économique                                   |

Le Conseil municipal est composé de 29 membres. Il est dirigé par un bureau composé d'un président, d'un vice-président et d'un secrétaire. Des commissions, dans lesquelles les partis élus au conseil municipal sont représentés par 1 ou 2 commissaires, proportionnellement à leur nombre de sièges en plénière, traitent des sujets particuliers : finances, bâtiments, affaires sociales, etc. Lors des élections municipales du 23 mars 2025, le Conseil municipal est renouvelé et représenté de la façon suivante :
| Parti                                | Voix  | Suffrages en % | +/-   | Sièges  | +/- |
| ------------------------------------ | ----- | -------------- | ----- | ------- | --- |
| Le Centre (LC) - Vert'libéraux (PVL) | 1’483 | 35,99 %        | 11,37 | 11 / 29 | 4   |
| Alternative écologique et sociale    | 1’093 | 25,69 %        | 3,41  | 8 / 29  | 0   |
| Parti libéral-radical (PLR)          | 892   | 21,50 %        | 9,15  | 7 / 29  | 2   |
| Union démocratique du centre (UDC)   | 434   | 10,33 %        | 0,43  | 3 / 29  | 0   |
| Mouvement citoyens genevois (MCG)    | 271   | 6,49 %         | 1,61  | 0 / 29  | 0   |

### Liste des maires puis des conseillers administratifs
Entre 1869 et 1963, la commune de Thônex n'avait pas de Conseil administratif mais seulement des maires et des adjoints élus par la population.
| Période | Période     | Identité         | Étiquette | Qualité |
| ------- | ----------- | ---------------- | --------- | --- |
| 1869    | 1874        | Jules Dufresne   |           | Député du Grand Conseil du canton de Genève de 1862 à 1864                                                                                    |
| 1874    | 1876        | François Duret   |           | -Adjoint au maire de 1869 à 1874, 1912 à 1922 et de 1927 à 1951 -Député du Grand Conseil du canton de Genève de 1878 à 1880 et de 1884 à 1900 |
| 1876    | 1878        | François Berthet |           | Adjoint au maire de 1878 à 1906 |
| 1878    | 1906        | Basile Tronchet  |           | |
| 1906    | 1914        | Edouard Olivet   |           | Député du Grand Conseil du canton de Genève de 1907 à 1919                                                                                    |
| 1914    | 1922        | Adrien Jeandin   |           | |
| 1922    | 1933        | Etienne Chennaz  |           | |
| 1933    | 31 mai 1963 | Louis Valencien  |           | |

Dès 1963, la commune se dote d'un conseil administratif constitué de trois membres.
| Période       | Période          | Identité                        | Étiquette | Étiquette          | Qualité |
| ------------- | ---------------- | ------------------------------- | --------- | ------------------ | --- |
| 1er juin 1963 | 31 mai 1967      | Edmond Tissot                   |           |                    | |
| 1er juin 1963 | 1969             | Adrien Kneuss                   |           | PRD                | Décédé en fonction |
| 1er juin 1963 | 31 mai 1979      | Louis Duret                     |           | ICS puis PDC       | Député au Grand Conseil du canton de Genève de 1930 à 1933 |
| 1er juin 1967 | 31 mai 1979      | Edmond Desjacques               |           |                    | |
| 1969          | 31 mai 1983      | John Pradervand                 |           | PRD                | -Élu en remplacement d'Adrien Kneuss, décédé -Député au Grand Conseil du canton de Genève de 1969 à 1975 |
| 1er juin 1979 | 31 mai 1991      | Jean-Pierre Chenu               |           | PDC                | |
| 1er juin 1979 | 31 mai 1991      | Jean-Claude Mingard             |           | PRD                | |
| 1er juin 1983 | 31 mai 1991      | Denis Keller                    |           | PRD                | |
| 1er juin 1991 | 31 mai 1995      | Jean-Pierre Fornerone           |           | PRD                | |
| 1er juin 1991 | 31 mai 2003      | Clément Piazzalunga             |           | PRD                | Député au Grand Conseil du canton de Genève en 1956 à 1977 |
| 1er juin 1991 | 31 mai 2003      | Roger Schorer                   |           | PLS                | Député au Grand Conseil du canton de Genève en 1985 |
| 1er juin 1995 | 31 mai 2003      | Jean-Claude Zogg                |           | PRD                | Maire en 2004-2005 |
| 1er juin 2003 | 26 novembre 2009 | Isabel Rochat                   |           | PLS                | Conseillère d'État du canton de Genève de 2009 à 2013 |
| 1er juin 2003 | 31 mai 2015      | Claude Détruche                 |           | PLR                | Maire en 2012-2013 |
| 1er juin 2003 | 31 mai 2020      | Philippe Decrey                 |           | PDC                | Maire en 2011-2012, 2013-2014, 2015-2016 et 2019-2020 |
| 21 mars 2010  | 31 mai 2025      | Pascal Uehlinger                |           | PLR                | -Élu en remplacement d'Isabel Rochat, devenue conseillère d'État du canton de Genève -Député au Grand Conseil du canton de Genève de 2017 à 2018 puis de 2021 à ce jour -Maire en 2014-2015, 2016-2017, 2018-2019, 2020-2021 et en 2023-2024 |
| 1er juin 2015 | 31 mai 2025      | Marc Kilcher                    |           | PLR                | Maire en 2017-2018 et en 2021-2022 |
| 1er juin 2020 | en cours         | Bruno Primo Da Silva            |           | PDC puis Le Centre | Maire en 2022-2023 et depuis le 1er juin 2024 |
| 1er juin 2025 | en cours         | Florian Wünsche                 |           | PLR                | |
| 1er juin 2025 | en cours         | Monica Suarez de Puga Uehlinger |           | PLR                | |

### Jumelage
Thônex est jumelée avec la commune de  Graveson (France) depuis 1972 située près d'Avignon. Depuis 1973 ont lieux des échanges réguliers entre les 2 communes, par des échanges sportifs et scolaires (qui n'existent plus à ce jour) et par des festivités tous les 2 ans où la population est invitée, le temps d'un week-end, soit à "descendre" à Graveson pour les Thônésiens soit l'inverse à "monter" à Thônex pour les Gravesonais. Le jumelage a fêté ces 50 ans en 2022 à Graveson avec 181 Thônésiens qui avaient fait le déplacement.
Thônex est également fortement liée aux deux autres communes faisant partie des Trois-Chêne (Chêne-Bougeries et Chêne-Bourg). La Commune des Trois-Chêne a existé sous l'empire français de 1798 à 1813. Avant et après cette parenthèse française, Thônex et Chêne-Bourg sont unis dans la commune de Chêne-Thônex jusqu'en 1869, alors que Chêne-Bougeries est genevoise.

## Population et société

### Gentilé
Les habitants de la commune se nomment les Thônésiens.

### Démographie

#### Évolution de la population
La commune compte 16 690 habitants au 31 décembre 2023 pour une densité de population de 4 346 hab/km2. Sur la période 2010-2023, sa population a augmenté de 23,0 % (canton : 14,6 % ; Suisse : 9,4 %).  

#### Pyramide des âges
En 2023, le taux de personnes de moins de 30 ans s'élève à 34,4 %, similaire à la valeur cantonale (33,7 %). Le taux de personnes de plus de 60 ans est quant à lui de 23,9 %, alors qu'il est de 22,2 % au niveau cantonal.
La même année, la commune compte 8 043 hommes pour 8 647 femmes, soit un taux de 48,2 % d'hommes, inférieur à celui du canton (48,3 %).
| Hommes | Classe d’âge | Femmes |
| ------ | ------------ | ------ |
| 0,7    | 90 ans ou +  | 1,6    |
| 6,7    | 75 à 89 ans  | 9,6    |
| 14,1   | 60 à 74 ans  | 15,1   |
| 21,0   | 45 à 59 ans  | 21,0   |
| 21,6   | 30 à 44 ans  | 19,8   |
| 18,9   | 15 à 29 ans  | 17,5   |
| 16,9   | - de 14 ans  | 15,4   |

| Hommes | Classe d’âge | Femmes |
| ------ | ------------ | ------ |
| 0,7    | 90 ans ou +  | 1,5    |
| 6,5    | 75 à 89 ans  | 8,8    |
| 13,0   | 60 à 74 ans  | 13,8   |
| 21,7   | 45 à 59 ans  | 21,5   |
| 22,9   | 30 à 44 ans  | 22,4   |
| 18,6   | 15 à 29 ans  | 17,2   |
| 16,7   | - de 14 ans  | 14,8   |

### Écoles
La commune de Thônex possède cinq écoles primaires : Marcelly, Pont-Bochet, Bois-Des-Arts, Belle-Terre et Adrien-Jeandin. Un cycle d'orientation se trouve aussi sur la commune : Le cycle d'orientation du Foron.

## Économie
Près de 80 % des emplois sur la commune relève du secteur tertiaire (service). Les industries sur Thônex, si elles sont peu nombreuses (environ 70), sont néanmoins bien présentes avec 18 % des emplois. On peut citer quelques fleurons de l'économie industrielle genevoise comme :
- Caran d'Ache ;
- Rolex.

## Culture et patrimoine

### Héraldique
| Blason | Blasonnement : D'azur à la croix engrêlée d'argent cantonnée de quatre feuilles de chêne d'or. Commentaires : La commune releva en 1923 les armoiries des sires de Villette, qui détenaient des fiefs à Thônex dès le XIIIe siècle, et les compléta par quatre feuilles de chêne symbolisant par son espèce l'ancienne commune des Trois-Chêne et par le nombre les hameaux de commune : Thônex, Villette, Moillesulaz et Fossard. |

### Culture
Créée en 2006, la structure Thônex Art Spectacles (TAS) a présenté de nombreux artistes internationaux, tels que Patrick Bruel, Jenifer, le Jamel Comedy Club, Stereophonics, Keziah Jones, Charlie Winston, Marianne Faithfull ou encore M. Pokora.
La structure du TAS, arrêtée à fin 2011, est remplacée par un partenariat public-privé avec Opus One, sous l'appellation Thônex Live, depuis l'automne 2012.
Depuis 2013, l'offre est complétée par des spectacles organisés par le Service culturel de la Mairie.
Le siège du Théâtrochamp, compagnie de théâtre genevoise pour enfants, adolescents et jeunes adultes, est à Thônex depuis 1988.

### Personnalités
- Marc Dechevrens, scientifique
- Martin Hairer, mathématicien, médaille Fields en 2014, a effectué sa scolarité obligatoire à l'école de Marcelly et au Cycle du Foron
- Johan Djourou, footballeur de l'Équipe de Suisse de football et jouant actuellement à Arsenal, est originaire de Thônex
- La princesse Marie-José de Belgique, fille du roi Albert Ier née le 4 août 1906 à Ostende est décédée le 27 janvier 2001 à Thônex. Elle a été reine consort d'Italie pendant trente-six jours, du 9 mai 1946 au 13 juin 1946.
- Patrick Kinigamazi, boxeur
- Alfred Tissières (1917-2003), biologiste décédé à Thônex.